# Marko Balažic (politik)
Marko Balažic, slovenski politik in politični analitik, * 28. julij 1984.
Je soavtor knjig Slovenija in pika! ki predstavljajo poglede nosilcev slovenske osamosvojitve kot tudi uglednih osebnosti iz tujine, s prispevki pa je sodeloval v monografiji o dogajanju med 1. januarjem 1991 in 15. januarjem 1992 Zmagoslavno leto.
Med majem 2019 in novembrom 2021 je sodeloval kot komentator v slovenskih medijih. Bil je tudi komentator spletnega portala Domovina.
Do leta 2022 je bil koordinator civilne iniciative Združeni starši, ki je preko povezave staršev otrok v vseh zasebnih vrtcih in osnovnih šolah uspela uresničiti ustavno odločbo na področju osnovnih šol.

### Politična kariera
Pred državnozborskimi volitvami 2022 je bil uradni govorec gibanja Povežimo Slovenijo.
Od julija 2022 do aprila 2025 je bil predsednik Slovenske ljudske stranke.
2. julija 2022 je na kongresu na Igu pri Ljubljani postal predsednik Slovenske ljudske stranke. Na evropskih volitvah 2024 je kandidiral na listi Slovenske ljudske stranke, kljub dobremu rezultatu pa stranki za las ni uspelo osvojiti mandata. Februarja 2025 je podal predlog za sklic izrednega volilnega kongresa, z namenom umiritve nesoglasij znotraj stranke in krepitve nadaljnjega delovanja. Na kongresu 26. aprila 2025 v Slovenski Bistrici je bil izvoljen za podpredsednika stranke.